# Sphenomeris biflora
Sphenomeris biflora là một loài thực vật có mạch trong họ Dennstaedtiaceae. Loài này được (Kaulf.) Akas. miêu tả khoa học đầu tiên năm 1956.

## Hình ảnh

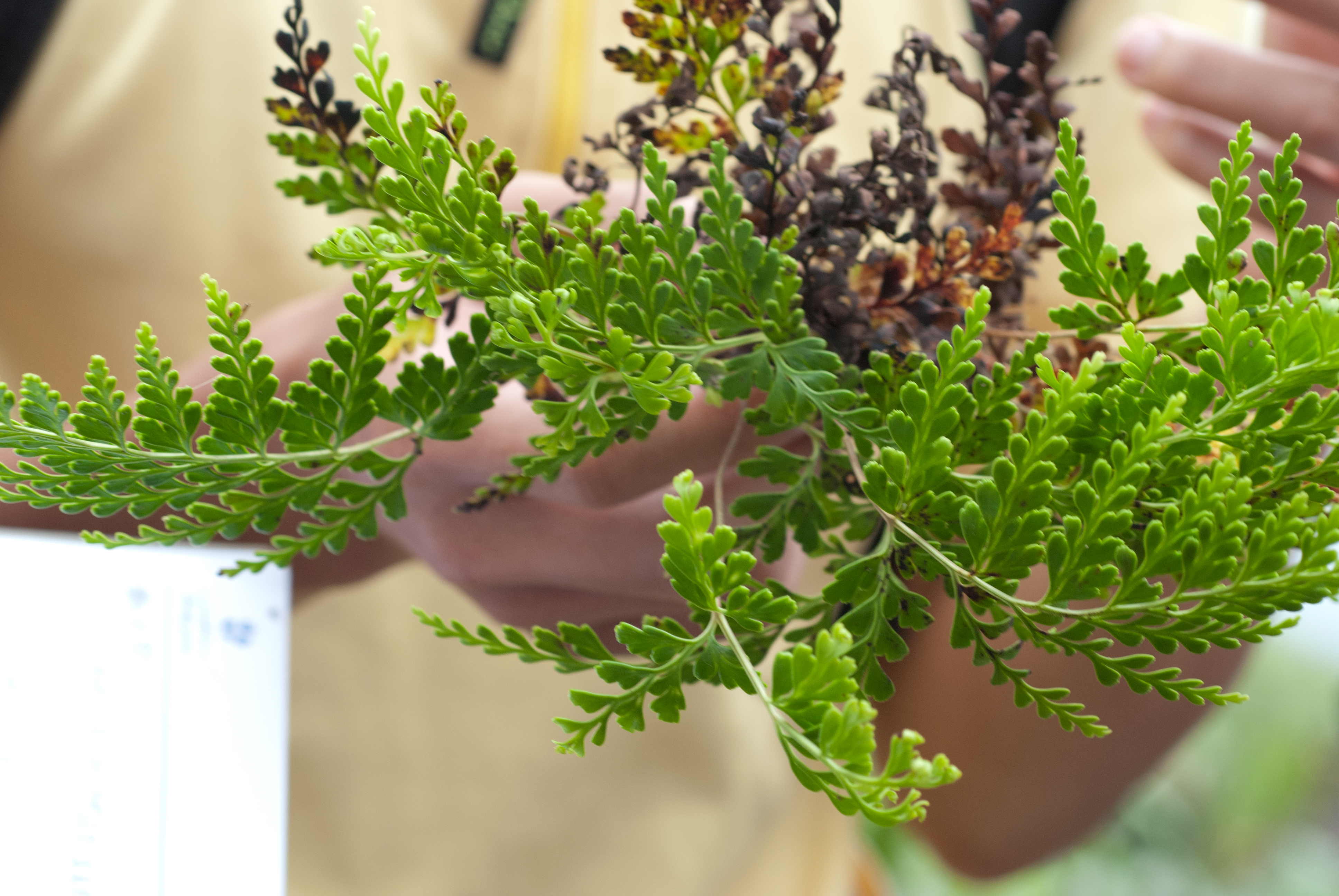
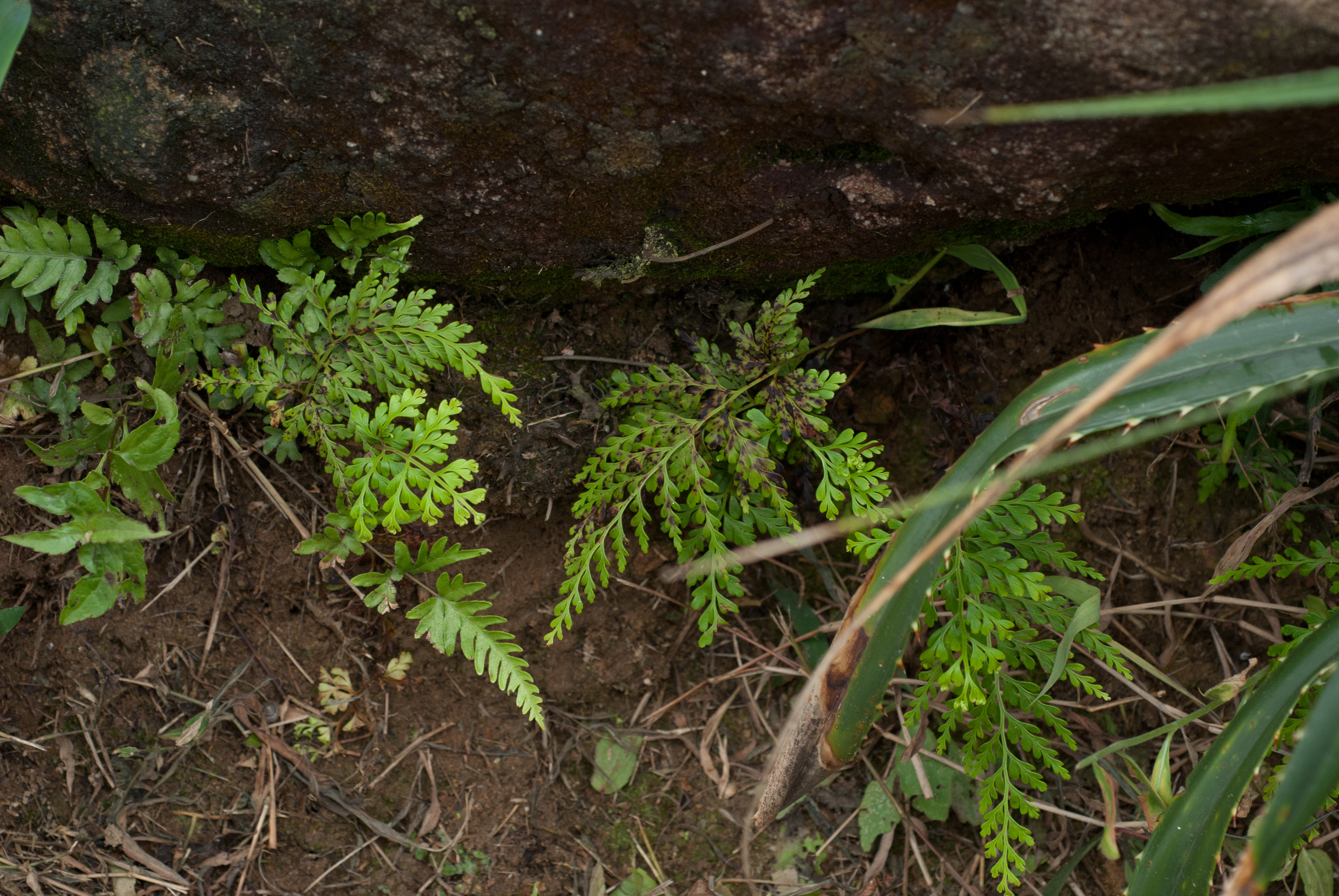